# Ruxi
Ruxi (kinesiska: 汝溪) är en köping i sydvästra Kina. Den ligger i Zhong härad i storstadsområdet Chongqing, omkring 180 kilometer nordost om det centrala stadsdistriktet Yuzhong. Antalet invånare är 34 065. Befolkningen består av 16 603 kvinnor och 17 462 män. Barn under 15 år utgör 21,0 %, vuxna 15-64 år 64 %, och äldre över 65 år 13,0 %.